# The Shock of the Lightning
«The Shock of the Lightning» — пісня британського гурту Oasis, що вийшла четвертим треком на сьомому студійному альбомі гурту Dig Out Your Soul. Вийшла як сингл 29 вересня 2008. Всі пісні написані Ноелом Галлахером.

## Список пісень
CD / 7
1. The Shock of the Lightning, 5:02
2. Falling Down (Chemical Brothers remix), 4:32

iTunes / Oasisinet exclusive bundle
1. The Shock of the Lightning, 5:02
2. Falling Down (Chemical Brothers remix), 4:32
3. The Shock of the Lightning (музичне відео)